# Società Anonima Decostruzionismi Organici
I Società Anonima Decostruzionismi Organici (S.A.D.O.) sono un gruppo musicale sperimentale italiano formatosi nel 1994.

## Storia
La band nasce su iniziativa dei componenti degli Arcansiel quale spin-off del gruppo, con Paolo Baltaro (basso, tastiere e produzione), Gianni Opezzo (chitarra), Diego Marzi (batteria) e Sandro Marinoni (sassofono tenore, flauto e trombone). Nel 2007, con l'aggiunta di Boris Savoldelli alla voce, registrano Holzwege L'attività è proseguita con la pubblicazione del disco dal vivo "Imprescindibilie Momento di Cultura Italiana". Vincitori della dodicesima edizione dell'"Omaggio a Demetrio Stratos" e del "Premio Darwin musiche italiane non convenzionali" nel 2008. Nel 2011 si aggiudicano il Prog Award come miglior produzione dell'edizione 2010 con l'album Weather Underground.. Il disco successivo "Musiche per signorine da marito" esce nel 2019, segue "Tanatofobia - Vaccino uditivo contro la paura di morire in forma sentenziale" prodotto da Paolo Baltaro e Diego Marzi.

## Formazione
- Paolo Baltaro
- Andrea Beccaro
- Diego Marzi
- Alo Sogno
- Giovanni Battista Franco

## Discografia
- Implosioni (Vitaminic, 1994)
- Teratoarchetipia (Vitaminic, 1995)
- Holzwege (AMS / BTF-VM2000 2007)[4]
- Guitars dancing in the light (raccolta) (Mellow Records 2008)
- Imprescindibile momento di cultura italiana (dal vivo) (AMS / BTF-VM2000, 2009)
- La DifferAnza (Riediz. orig. 2001) (Banksville Records, Clinical Archives, Creative Commons, 2010)
- Weather Underground con Guido Michelone e Franz Krauspenhaar (2010, Banksville Records 201002 - Audioglobe)
- More Animals at the Gates of Reason - A Tribute to Pink Floyd (compilation) (BTF 2013)
- Musiche per signorine da marito - Cura uditiva per la narcolessia in forma Sentenziale (audiofarmaco) Banksville Records, 2019 (BAA-38178) produced by Paolo Baltaro.
- Tanatofobia - Vaccino uditivo contro la paura di morire in forma sentenziale (audiofarmaco) Banksville Records, 2023 (BAA-38179) produced by Paolo Baltaro & Diego Marzi.